# Rafał Podolski
Rafał Podolski (ur. 8 grudnia 1968) – polski kierowca wyścigowy.

## Biografia
Jest synem Wacława oraz starszym bratem Roberta – kierowców wyścigowych. Karierę rozpoczynał w 1986 roku od startów Polskim Fiatem 126p. W 1989 roku zajął tym samochodem ósme miejsce w klasyfikacji WSMP w kl. A1. W 1990 roku zadebiutował w wyścigach formuł, rywalizując w Formule Easter. Od 1994 roku ścigał się Estonią 25 w Formule Mondial, zostając wicemistrzem Polski w latach 1995–1996. W 1997 roku zmienił samochód na Reynarda i zdobył wicemistrzostwo w Formule 3, a rok później – mistrzostwo. W sezonie 1999 był trzeci w klasyfikacji Formuły 3. W 2000 roku ścigał się w Pucharze Alfy Romeo, wygrywając rundę w Kamieniu Śląskim i zajmując dziesiąte miejsce w klasyfikacji końcowej.
Prowadził firmę dilerską Viamot.

## Wyniki w Polskiej Formule 3
| Legenda oznaczeń w tabelach wyników Wyświetl szablon na nowej stronie | Legenda oznaczeń w tabelach wyników Wyświetl szablon na nowej stronie                                                                     |
| Oznaczenie                                                            | Wyjaśnienie |
| --------------------------------------------------------------------- | --- |
| Złoty                                                                 | Zwycięzca lub mistrzostwo |
| Srebrny                                                               | 2. miejsce lub wicemistrzostwo |
| Brązowy                                                               | 3. miejsce lub II wicemistrzostwo |
| Zielony                                                               | Ukończył, punktował (w klasyfikacji generalnej, gdy zdobył co najmniej jeden punkt na przestrzeni sezonu, poza trzema powyższymi opcjami) |
| Niebieski                                                             | Ukończył, nie punktował (w klasyfikacji generalnej, gdy nie zdobył co najmniej jednego punktu na przestrzeni sezonu)                      |
| Czerwony                                                              | Nie zakwalifikował się (NZ) |
| Czerwony                                                              | Nie prekwalifikował się (NPK) |
| Różowy                                                                | Nie ukończył (NU) |
| Różowy                                                                | Niesklasyfikowany (NS) (w klasyfikacji generalnej, gdy nie został sklasyfikowany w żadnym wyścigu sezonu)                                 |
| Czarny                                                                | Zdyskwalifikowany (DK) |
| Czarny                                                                | Wykluczony (WYK/EX) |
| Biały                                                                 | Nie wystartował (NW) |
| Biały                                                                 | Kontuzjowany (K/INJ) |
| Biały                                                                 | Wyścig odwołany (OD/C) |
| Bez koloru                                                            | Został wycofany (WYC/WD) |
| Bez koloru                                                            | Nie przybył (NP/DNA) |
| Bez koloru                                                            | Nie brał udziału w treningach (NT/DNP) |
| Bez koloru                                                            | Nie został zgłoszony (–) |
| Pogrubienie                                                           | Start z pole position |
| Kursywa                                                               | Najszybsze okrążenie wyścigu |
| †                                                                     | Nie ukończył, ale jego rezultat został zaliczony ze względu na przejechanie więcej niż 90% dystansu wyścigu.                              |
| *                                                                     | Sezon w trakcie |
| 1/2/3                                                                 | Punktowana pozycja w sprincie kwalifikacyjnym                                                                                             |
| Lista systemów punktacji Formuły 1                                    | |

| Rok  | Zespół                 | Samochód    | Silnik     | Wyniki w poszczególnych eliminacjach | Wyniki w poszczególnych eliminacjach | Wyniki w poszczególnych eliminacjach | Wyniki w poszczególnych eliminacjach | Wyniki w poszczególnych eliminacjach | Wyniki w poszczególnych eliminacjach | Wyniki w poszczególnych eliminacjach | Wyniki w poszczególnych eliminacjach | Wyniki w poszczególnych eliminacjach | Wyniki w poszczególnych eliminacjach | Pkt. | Msc. |
| ---- | ---------------------- | ----------- | ---------- | ------------------------------------ | ------------------------------------ | ------------------------------------ | ------------------------------------ | ------------------------------------ | ------------------------------------ | ------------------------------------ | ------------------------------------ | ------------------------------------ | ------------------------------------ | ---- | ---- |
| 1995 |                        |             |            | Polska                               | Polska                               | Polska                               | Polska                               | Polska                               | Polska                               | Polska                               |                                      |                                      |                                      | 54   | 5    |
| 1995 | Elf Lubrifiants Polska | Estonia 25  | Łada       | NU                                   | 4                                    | NU                                   | 7                                    | 3                                    | 4                                    | 5                                    |                                      |                                      |                                      | 54   | 5    |
| 1996 |                        |             |            | Polska                               | Polska                               | Polska                               | Polska                               | Polska                               | Polska                               |                                      |                                      |                                      |                                      | 40   | 4    |
| 1996 | Automobilklub Kielecki | Estonia 25  | Łada       | 6                                    | -                                    | 4                                    | 3                                    | -                                    | -                                    |                                      |                                      |                                      |                                      | 40   | 4    |
| 1996 | Automobilklub Kielecki | Estonia 25  | Lancia     | -                                    | -                                    | -                                    | -                                    | -                                    | 4                                    |                                      |                                      |                                      |                                      | 40   | 4    |
| 1997 |                        |             |            | Polska                               | Polska                               | Polska                               | Polska                               | Polska                               | Polska                               | Polska                               | Polska                               |                                      |                                      | 105  | 2    |
| 1997 | Automobilklub Kielecki | Reynard 913 | Volkswagen | 2                                    | NW                                   | NW                                   | 1                                    | 2                                    | 1                                    | 2                                    | 1                                    |                                      |                                      | 105  | 2    |
| 1998 |                        |             |            | Polska                               | Polska                               | Polska                               | Polska                               | Polska                               | Polska                               | Polska                               | Polska                               | Polska                               | Polska                               | 338  | 1    |
| 1998 | Automobilklub Kielecki | Reynard 913 | Volkswagen | 1                                    | 1                                    | 1                                    | 2                                    | 4                                    | 2                                    | 2                                    | 1                                    | 1                                    | 3                                    | 338  | 1    |
| 1999 |                        |             |            | Polska                               | Polska                               | Polska                               | Polska                               | Polska                               | Polska                               | Polska                               |                                      |                                      |                                      | 28   | 3    |
| 1999 | Automobilklub Kielecki | Reynard 913 | Volkswagen | 2                                    | 2                                    | 3                                    | 4                                    | -                                    | 5                                    | -                                    |                                      |                                      |                                      | 28   | 3    |
| 1999 | Automobilklub Kielecki | Eufra 391   | Mugen      | -                                    | -                                    | -                                    | -                                    | 5                                    | -                                    | 2                                    |                                      |                                      |                                      | 28   | 3    |